# Aristotelia palpialbella
Aristotelia palpialbella is een vlinder uit de familie van de tastermotten (Gelechiidae). De wetenschappelijke naam van de soort is, als Gelechia palpialbella, voor het eerst geldig gepubliceerd in 1875 door Chambers.